# Ashbyia
Ashbyia is een geslacht van zangvogels uit de familie honingeters (Meliphagidae).

## Soorten
Het geslacht kent de volgende soort:
- Ashbyia lovensis – Woestijnschijnpaapje